# Дукельская памятная медаль
Дукельская памятная медаль — государственная награда Чехословакии.
Медаль была учреждена 26 июня 1959 года в ознаменование 15-летия боёв на Дукле. Медалью награждались военнослужащие 1-го чехословацкого армейского корпуса, участвовавшие в период 8 сентября — 28 октября 1944 г. в боях на Дукле. 
Кроме чехословацких граждан, этой медалью было награждено более 10 тысяч советских воинов. 
Автором аверса является чешский медальер Иржи Прадлер, автором реверса — Ярослав Бруха. 